# Segusiavos
Los segusiavos (en latín, Segusiavi, griego Σεγοσιανοί o Σεγουσιανοί) fueron un pueblo galo mencionado por Julio César, que dice que en el año 58 a. C. cuando iba a luchar contra los helvecios pasaron por el territorio de los alóbroges y allí cruzó el Ródano y entró en el territorio de los segusiavos. Los sitúa en el ángulo entre el Ródano y el Saona. 
También habla de los heduos y los segusiavos como fronterizos con la Provincia Narbonense, y de que los segusiavos eran dependientes de los heduos. Estrabón los sitúa entre el Ródano y el Dubis (Doubs) de forma muy genérica. Lugdunum estaba en territorio de los segusiavos. Ptolomeo menciona la ciudad de los segusiavos bajo el nombre de Forum Segusianorum, la actual Feurs, en el departamento del Loira. 
Su zona de habitación cubría sobre todo Roanne, la región de Givors, la llanura de Forez. Dominaban la metalurgia: hicieron un lingote de plomo de 49 kilogramos, encontrado en Bollène, que se conserva en el Museo Calvet de Aviñón.